# Zienkowicz
Zienkowicz – polski herb szlachecki, odmiana herbu Leliwa.

## Opis herbu
W polu błękitnym półksiężyc złoty jak w herbie Leliwa. Nad hełmem w koronie trzy pióra strusie.

## Najwcześniejsze wzmianki
Podług Niesieckiego odmiana przysługiwała Zienkowiczom w Wielkim Księstwie Litewskim. Wojciech Kojałowicz w Compendium daje co prawda Zienkowiczom na Litwie inny herb – Siestrzencewicz, jednak Niesiecki miał widzieć taki wizerunek herbu w 1679 u deputata na Trybunał Wileński Zienkowicza.

## Herbowni
Zienkiewicz, Zienkowicz.